# Municipio San Javier (Beni)
Das Municipio San Javier ist ein Verwaltungsbezirk im Departamento Beni im südamerikanischen Anden-Staat Bolivien.

## Lage im Nahraum
Das Municipio San Javier ist das nördliche der beiden Municipios der Provinz Cercado. Es grenzt im Norden an die Provinz Mamoré, im Nordwesten an die Provinz Yacuma, im Westen an die Provinz Moxos, im Süden an das Municipio Trinidad, im Südosten an die Provinz Marbán, im Osten an das Departamento Santa Cruz und im Nordosten an die Provinz Iténez.
Die größten Ortschaften in dem Municipio sind San Pedro Nuevo mit 357 Einwohnern im nordwestlichen Teil des Municipio und der Verwaltungssitz San Javier mit 395 Einwohnern (2012), beide am rechten Ufer des Río Mamoré gelegen.

## Geographie
Das Municipio San Javier liegt im bolivianischen Teil des Amazonasbeckens und ist durch ein ganzjährig tropisch heißes und feuchtes Klima gekennzeichnet (siehe Klimadiagramm Trinidad). Die Jahresdurchschnittstemperatur beträgt etwa 26 °C, wobei sich die monatlichen Durchschnittstemperaturen zwischen Juni/Juli mit 23 °C und Oktober/Dezember mit 28 °C nur wenig unterscheiden.
Der Jahresniederschlag beträgt 2000 mm und liegt somit mehr als doppelt so hoch wie die Niederschläge in Mitteleuropa. Höchstwerten von etwa 300 mm in der Regenzeit von Dezember bis Februar stehen Niedrigwerte von etwa 50 mm in der kurzen Trockenzeit von Juni bis August gegenüber.

## Bevölkerung
Die Einwohnerzahl ist zwischen 1992 und 2024 auf mehr als das Dreieinhalbfache angestiegen:
| Jahr | Einwohner | Quelle       |
| ---- | --------- | ------------ |
| 1992 | 2175      | Volkszählung |
| 2001 | 2690      | Volkszählung |
| 2012 | 5202      | Volkszählung |
| 2024 | 7654      | Volkszählung |

Die Bevölkerungsdichte des Municipios bei der Volkszählung von 2012 betrug 0,77 Einwohner/km², der Anteil der städtischen Bevölkerung ist 0 Prozent.
Die Lebenserwartung der Neugeborenen lag im Jahr 2001 bei 62,3 Jahren; der Alphabetisierungsgrad bei den über 19-Jährigen beträgt 87,1 Prozent, und zwar 90,7 Prozent bei Männern und 81,5 Prozent bei Frauen (2001).

## Politik
Ergebnis der Regionalwahlen (concejales del municipio) vom 4. April 2010:
| Wahl- berechtigte |  | Wahl- beteiligung | gültige Stimmen |  | MAS-IPSP | PRIMERO | NACER  | MNR-PUEBLO |
| ----------------- |  | ----------------- | --------------- |  | -------- | ------- | ------ | ---------- |
| 1.677             |  | 1.472             | 1.305           |  | 489      | 424     | 226    | 166        |
|                   |  | 87,8 %            | 88,7 %          |  | 37,5 %   | 32,5 %  | 17,3 % | 12,7 %     |

Ergebnis der Regionalwahlen (elecciones de autoridades políticas) vom 7. März 2021:
| Wahl- berechtigte |  | Wahl- beteiligung | gültige Stimmen |  | MTS     | TODOS   | MAS-IPSP | CPEM-B | AHORA! |
| ----------------- |  | ----------------- | --------------- |  | ------- | ------- | -------- | ------ | ------ |
| 2.696             |  | 2.292             | 1.997           |  | 990     | 345     | 308      | 181    | 100    |
|                   |  | 85,01 %           | 87,13 %         |  | 49,57 % | 17,28 % | 15,42 %  | 9,06 % | 5,01 % |

## Gliederung
Das Municipio besteht aus den folgenden drei Kantonen (cantones):
- 08-0102-01 Kanton Javier – 69 Ortschaften – 2.577 Einwohner
- 08-0102-02 Kanton San Pedro – 53 Ortschaften – 2.350 Einwohner
- 08-0102-03 Kanton Villa Nazareth – 1 Ortschaft – 275 Einwohner

## Ortschaften im Municipio San Javier
- Kanton Javier
  - Colonia Menonita Río Negro 667 Einw. – San Javier 395 Einw.

- Kanton San Pedro
  - San Pedro Nuevo 357 Einw. – Eduardo Avaroa 283 Einw. – La Curva 181 Einw. – Nuevo Israel 150 Einw.

- Kanton Villa Nazareth
  - Villa Nazareth 275 Einw.